# 159814 Saguaro
159814 Saguaro este un asteroid din centura principală de asteroizi.

## Descriere
159814 Saguaro este un asteroid din centura principală de asteroizi. A fost descoperit pe 27 septembrie 2003 la Observatorul Kleť, în cadrul proiectului KLENOT. Asteroidul prezintă o orbită caracterizată de o semiaxă mare de 2,61 ua, o excentricitate de 0,23 și o înclinație de 10,4° în raport cu ecliptica.